# Parexcelsa ultraria
Parexcelsa ultraria är en fjärilsart som beskrevs av Richard F. Pearsall 1912. Parexcelsa ultraria ingår i släktet Parexcelsa och familjen mätare. Inga underarter finns listade i Catalogue of Life.